# Mallada tropicus
Mallada tropicus is een insect uit de familie van de gaasvliegen (Chrysopidae), die tot de orde netvleugeligen (Neuroptera) behoort. 
Mallada tropicus is voor het eerst wetenschappelijk beschreven door Hagen in 1858.